# 완성둥역 (베이징시)
완성둥역(중국어: 万盛东站)은 중국 베이징시 퉁저우구 리위안 타운·원징 가도 경계 다마좡 마을의 완성 남가·주커수 중로 교차로에 위치한 베이징 지하철 7호선의 지하철역이다. 2019년 12월 28일 7호선 개통과 함께 운영에 들어갔다.

## 위치
이 역은 퉁저우구 리위안 타운(梨园镇) 다마좡 마을(大马庄村), 완성 남가(万盛南街)와 주커수 중로(九棵树中路)의 교차점에 위치하고 있으며 동서 방향을 따라 배치되어 완성 지역의 동쪽에 위치한다.
건설 중인 베이징 수도 관광 그룹의 신사옥 건물은 역 남동쪽에 위치하며 역에서 약 300m 떨어져 있다.

## 역 구조

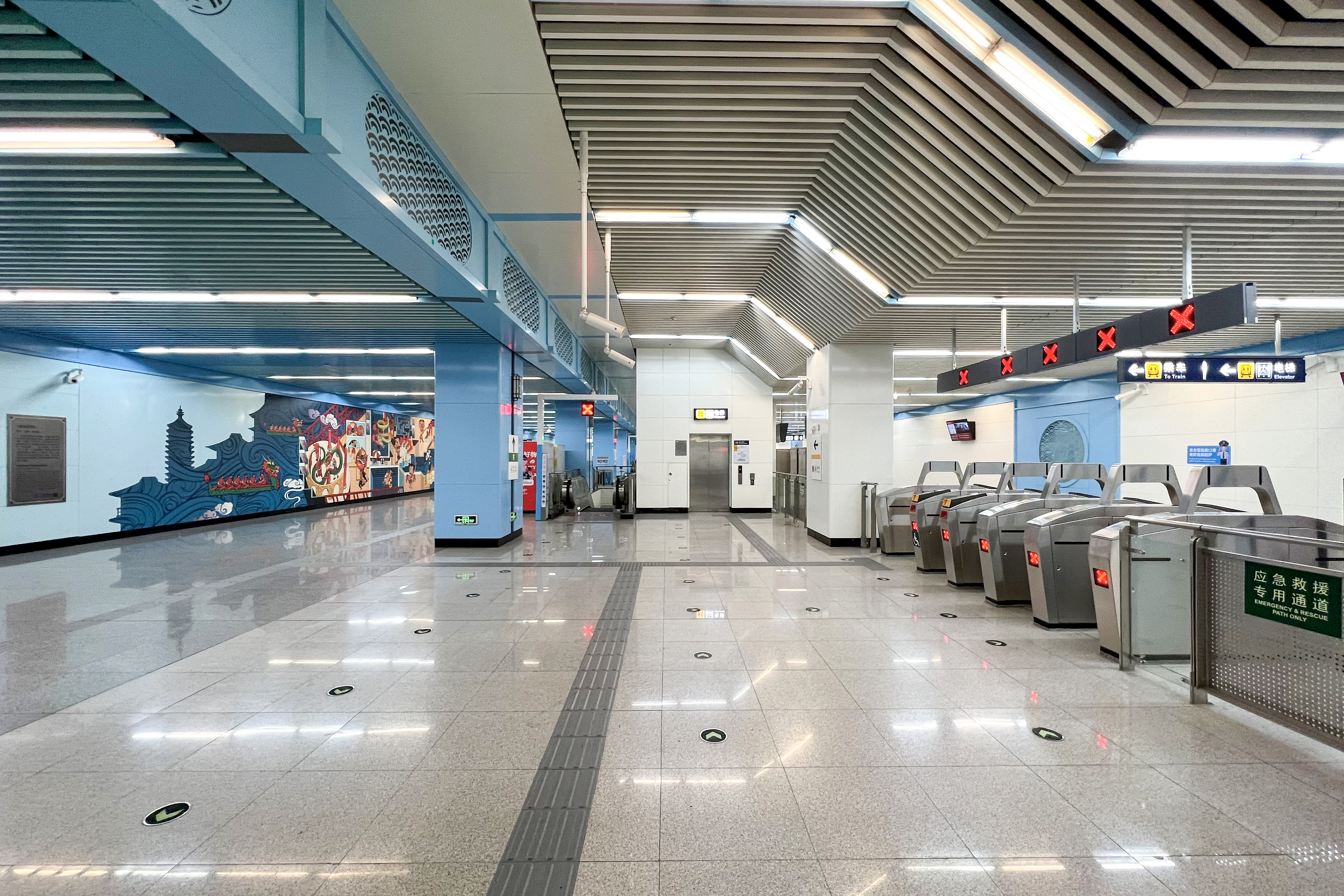
대합실

이 역은 1면 2선 섬식 승강장으로 설계된 2층 건물의 지하철역이다. 승강장 서쪽 끝에는 이중 건넘선이 존재한다.

### 층별 구조
| 지면층             | 가도                            | A-D출입구                          |
| 지하 1층 대합실 층 | 대합실                          | 고객센터, 자동 발권기, 출입 게이트 |
| 지하 2층 승강장    | ←                               | ■ 7호선 베이징 서역 방면 (완성시)  |
| 지하 2층 승강장    | 섬식 승강장, 왼쪽 출입문이 열림 |                                    |
| 지하 2층 승강장    | →                               | ■ 7호선 유니버설리조트 방면 (췬팡) |

역 대합실에는 통저우 운하를 배경으로 한 벽화 "퉁윈 길상《通运吉祥》"이 설치되어 있다. 중국 전통 축제 문화 활동의 응집과 침전에 초점을 맞추고 현대 회화 기법을 사용하여 "중국 용(中国龙)"과 손오공, 호리병박 형제, 나타, 흑고양이 보안관 등을 결합하여 다양한 만화 이미지가 흐르며 조화로운 예능 생활의 행복하고 축제적이고 평화로운 그림을 묘사한다.

## 출입구
|                         |                                                                   |                                           |      |             |  |
| 출구                    | 지시                                                              | 출구 인근                                 | 사진 | 무장애 시설 |  |
| 出口 · A                | 완성 남가(万盛南街), 리신로(日新路), 주커수 중로(九棵树中路)      | 群芳四园、大马庄新园                      |      |             |  |
| 出口 · C                | 완성 남가(万盛南街), 췬팡 남로(群芳南街), 주커수 중로(九棵树中路) | 췬팡4원(群芳四园), 다마좡신원(大马庄新园) |      |             |  |
| 出口 · D                | 완성 남가(万盛南街), 리신로(日新路)                               | 차오위안이자(曹园逸家)                    |      | 빈칸        |  |
| 아이콘 설명: 엘리베이터 |                                                                   |                                           |      |             |  |